# Atricholeon tuberculatus
Atricholeon tuberculatus is een insect uit de familie van de mierenleeuwen (Myrmeleontidae), die tot de orde netvleugeligen (Neuroptera) behoort. 
Atricholeon tuberculatus is voor het eerst wetenschappelijk beschreven door Banks in 1899.